# Тарца Берталон
Тарца Берталон (3 липня 1882, Нижня Апша — 3 квітня 1950, Клуж-Напока) — угорський письменник, композитор, редактор музичної музики.

## Діяльність
Берталан Тарца, народився в Закарпатті (нині Україна), закінчив школу в Сігет Мармаціє і закінчив учитель музики в Бухаресті (1929); Брав участь у музичному тренінгу в Будапешті. Спочатку він був учителем музики в державній учительській школі в Сфінту-Георге (1916), потім в Реформатському коледжі в Клуж-Напоці (1920), і одночасно вчителем музики в Реформатській теологічній школі. З 1922 року — секретар Угорської співочої асоціації Румунії, з 1929 року — генеральний секретар. В результаті його організаторської роботи кількість факультативів зросла з 30 до 350, він організував шість національних, кілька районних та молодіжних пісенних конкурсів та чотири курси підготовки диригентів. Однак у своїй програмній політиці він не приділяв достатньо уваги пропаганді нової угорської хорової літератури.
Його музичні статті публікувались у Трансільванському протестантському журналі, Nevelés, Magyarország, Népnevelési Közlöny, Szilágymegyei Tanügy, а після 1918 р. переважно в опозиції. Редагував офіційну газету Асоціації пісень «Угорська пісня» (1922–34) та «Вісники асоціації» (1934–40); Три томи Угорського пісенного календаря (1929–31) були видані Як композитор, він озвучив вірші Яноша Арані, Шандора Петефі, Міхалі Верешмарті та інших у стилі пізньої романтики та німецького «Лідертафеля». Він був першим, хто підсумував найважливіші моменти життя Яноша Сепреді та найбільш вагомі результати його роботи (1923). Його підручник з музичної педагогіки дотепер залишився в рукописі.

## Творчість
- Tárcza Bertalan. Téged látlak álmaimban. Írta: Ihász Aladár. Zenéjét szerzette: –. Brassó, 1919. Lehmann. 4°. 4 l.